# Augustin Ghilezan
Augustin Ghilezan (n. 31 ianuarie 1883, Opaița și d. 19 august 1943, Ciacova) a fost un deputat în Marea Adunare Națională de la Alba Iulia, organismul legislativ reprezentativ al „tuturor românilor din Transilvania, Banat și Țara Ungurească”, cel care a adoptat hotărârea privind Unirea Transilvaniei cu România, la 1 decembrie 1918.

## Studii
A urmat cursurile Academiei Teologice de la Caransebeș și ale Institutului Pedagogic din Arad.

## Biografie
Augustin Ghilezan a fost protopop de Ciacova (1911-1943), unde a fondat „Reuniunea femeilor române”, a fost președintele Despărțământului local al „Astrei”, ctitor al Gimnaziului „Alexandru Mocioni” din Ciacova și a reînființat „Reuniunea de cântări”.